# Grand Truc
Il Gran Truc (2.366 m s.l.m.) è una montagna delle Alpi del Monginevro nelle Alpi Cozie. Si trova in provincia di Torino (Piemonte) tra la Val Pellice e la Val Chisone.

## Caratteristiche

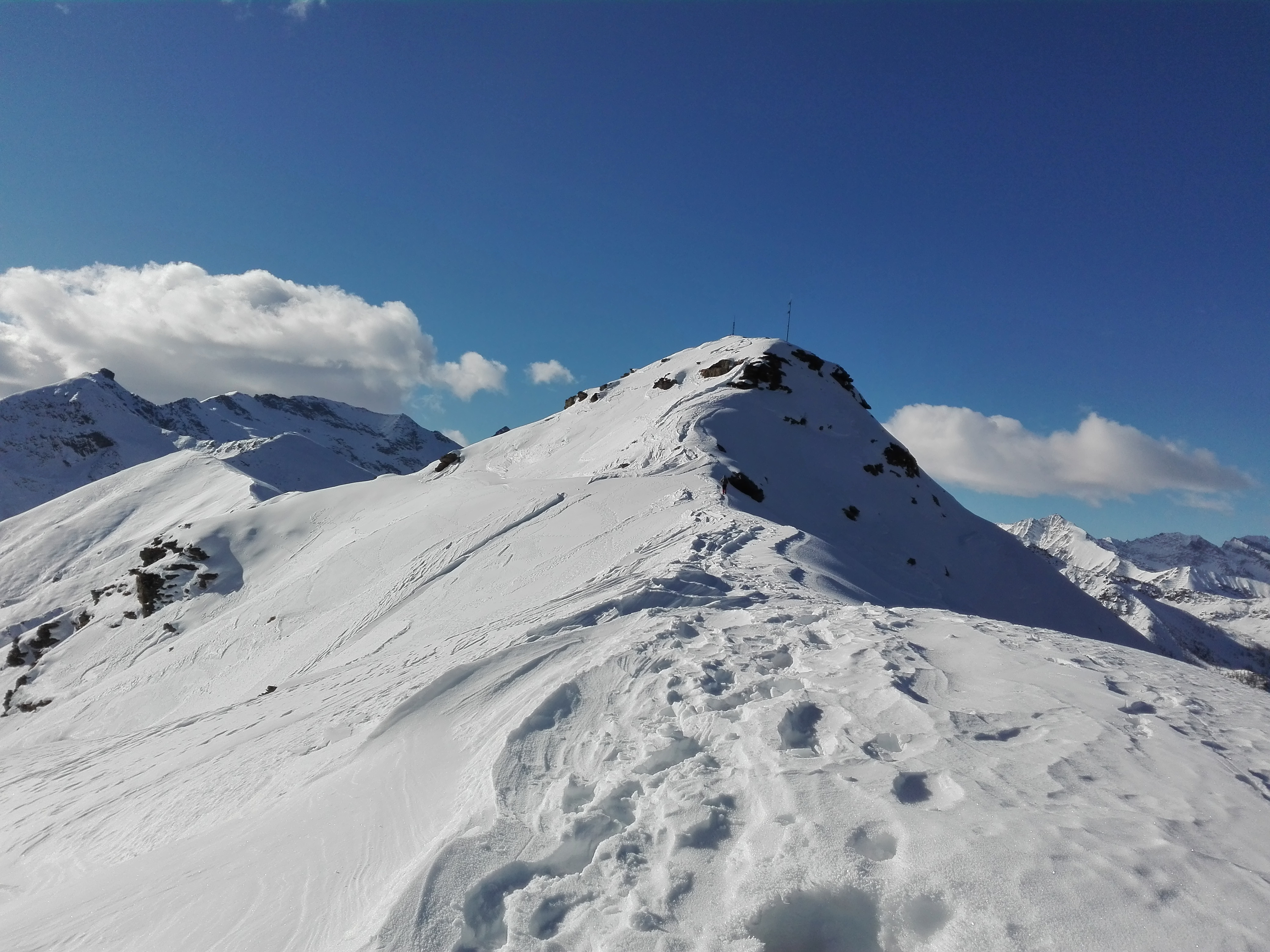
La vetta della montagna in inverno.

La montagna è collocata alla testata della Val d'Angrogna (laterale della Val Pellice) in posizione particolarmente panoramica sulla pianura piemontese. Dalla vette si diramano tre creste: una, separando la Val d'Angrogna dal Vallone del Risagliardo (laterale della Val Chisone), scende verso est e raggiunge il Colle della Vaccera; la seconda scende verso nord e, separando il Vallone del Risagliardo dalla Val Germanasca, scende al Colle Lazzarà; la terza si dirige verso sud-ovest e sale prima alla Punta Lausarot (2.485 m) e poi alla Punta Cialancia (2.855 m) ed alla Punta Cornour (2.868 m).

## Accesso alla cima
Si può salire sulla vetta partendo dal Colle della Vaccera oppure più facilmente partendo dal Colle Lazzarà (raggiungibile da Pramollo). I due sentieri si congiungono poi sulla cresta erbosa sud-est a quota circa 2.230 m.
Sulla vetta sono presenti una croce metallica bianca, un parafulmine e una stazione meteo dell'Arpa Piemonte.

## Cartografia
- Cartografia ufficiale italiana dell'Istituto Geografico Militare (IGM) in scala 1:25.000 e 1:100.000, consultabile on line
- 1 - Valli di Susa, Chisone e Germanasca, scala 1:50.000, ed. IGC - Istituto Geografico Centrale